# Dresden Flughafen (nádraží)
Dresden Flughafen (Drážďany Letiště) je podzemní stanice S-Bahn Dresden. Byla slavnostně otevřena 25. března 2001 spolu s prodloužením železniční tratě Klotzsche–Grenzstraße na letiště. Stanice byla první a až do zahájení provozu Citytunelu v Lipsku jedinou podzemní stanicí v Sasku. Kromě toho je jedinou letištní stanicí v Sasku a osmou v Německu.

## Popis
Do letištního terminálu, jenž obsahuje i stanici, bylo investováno 220 milionů eur. Spolková země Sasko podporovala železniční spojení letiště s téměř 50 miliony eury.
Výstavba železničního spojení existující tratě Klotzsche–Grenzstraße s letištěm byla zahájena 30. července 1998. Do léta roku 1999 byl dokončen tunel postavený pomocí prefabrikovaných betonových dílů. Dvoukolejné úvraťové nádraží bylo vybaveno 55 cm vysokým nástupištěm se dvěma 140 m dlouhými nástupištními hranami. S dokončením tratě a nového letištního terminálu 25. března 2001 byla stanice slavnostně zahájena. Stanice se nachází v suterénu terminálu (stupeň K) a je dostupná pomocí schodů, eskalátorů a výtahů. Kromě toho existuje další schodiště jako nouzový východ v severní části nástupiště.
Teprve v prosinci 2004 byly koleje ve stanici vybaveny trakčním vedením pro elektrický provoz. Předtím mohly na lince S2 jezdit pouze motorové jednotky; od elektrizace jsou na této lince – jako na všech linkách drážďanského S-Bahnu – vypravovány už výhradně dvoupatrové soupravy s elektrickou lokomotivou.
Podle aktuálně platného územního plánu města Drážďan se nachází v jihozápadní části stanice trasa pro pokračování železniční trati. K tomu by se mohla postavit smyčka ze stanice Dresden Industriegelände přes letiště, jež by se připojovala k trati Zhořelec–Drážďany.

## Provoz
Stanice Dresden Flughafen, jejímž provozovatelem je společnost DB InfraGO, je konečná stanice linky S2 s 78 vlaky denně jezdícími v 30minutových intervalech. Doba cesty z letiště na hlavní nádraží je 21 minut a do Pirny 46 minut.
Na letišti je také autobusová zastávka MHD. Jezdí tam autobusové linky 77 a 80.